# Andrew C. Berry
Andrew Campbell Berry (23 de noviembre de 1906-13 de enero de 1998) fue un matemático estadounidense. 
Nacido en Somerville, Massachusetts, el 23 de noviembre de 1906, Berry se graduó de la Universidad de Harvard y enseñó en la Universidad de Columbia y la Universidad Lawrence. En el sector de las estadísticas, el teorema Berry–Esseen es nombrado en su honor.  
Después de dos años en la Universidad de Brown y la Universidad de Princeton con una beca nacional de investigación, se unió a la facultad de la Universidad de Columbia en 1931, donde fue profesor asistente entre 1935 y 1941. En 1941, se unió a la Universidad de Lawrence como profesor asociado.
Berry sirvió en la Segunda Guerra Mundial. Después de su servicio en la Guerra del Pacífico, recibió la Medalla Presidencial de la Libertad en 1946 por sus acciones durante la campaña de Guadalcanal.
Berry murió en Appleton, Wisconsin, el 13 de enero de 1998.